# Leveroy

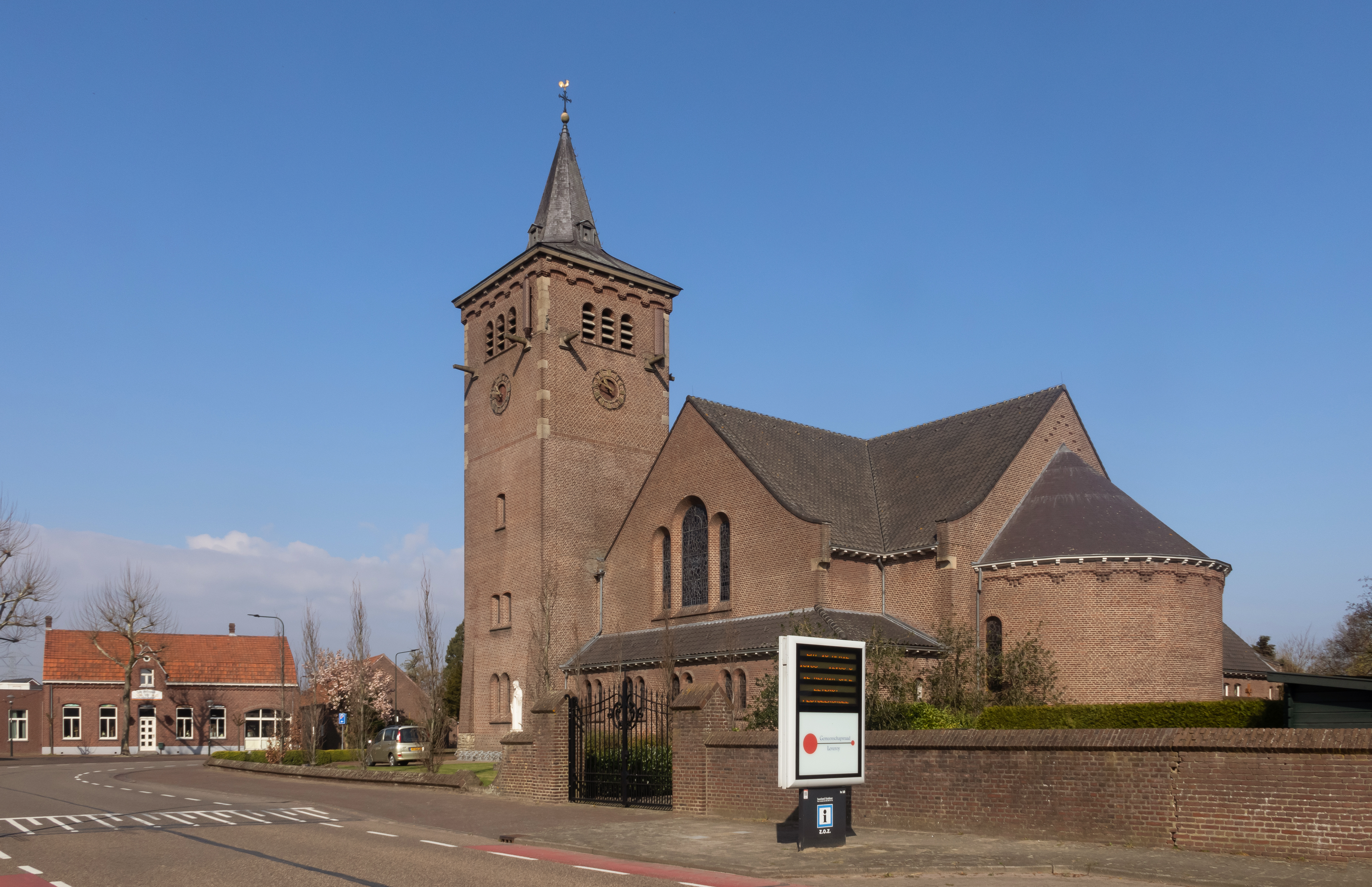
Leveroy, de Sint-Barbarakerk

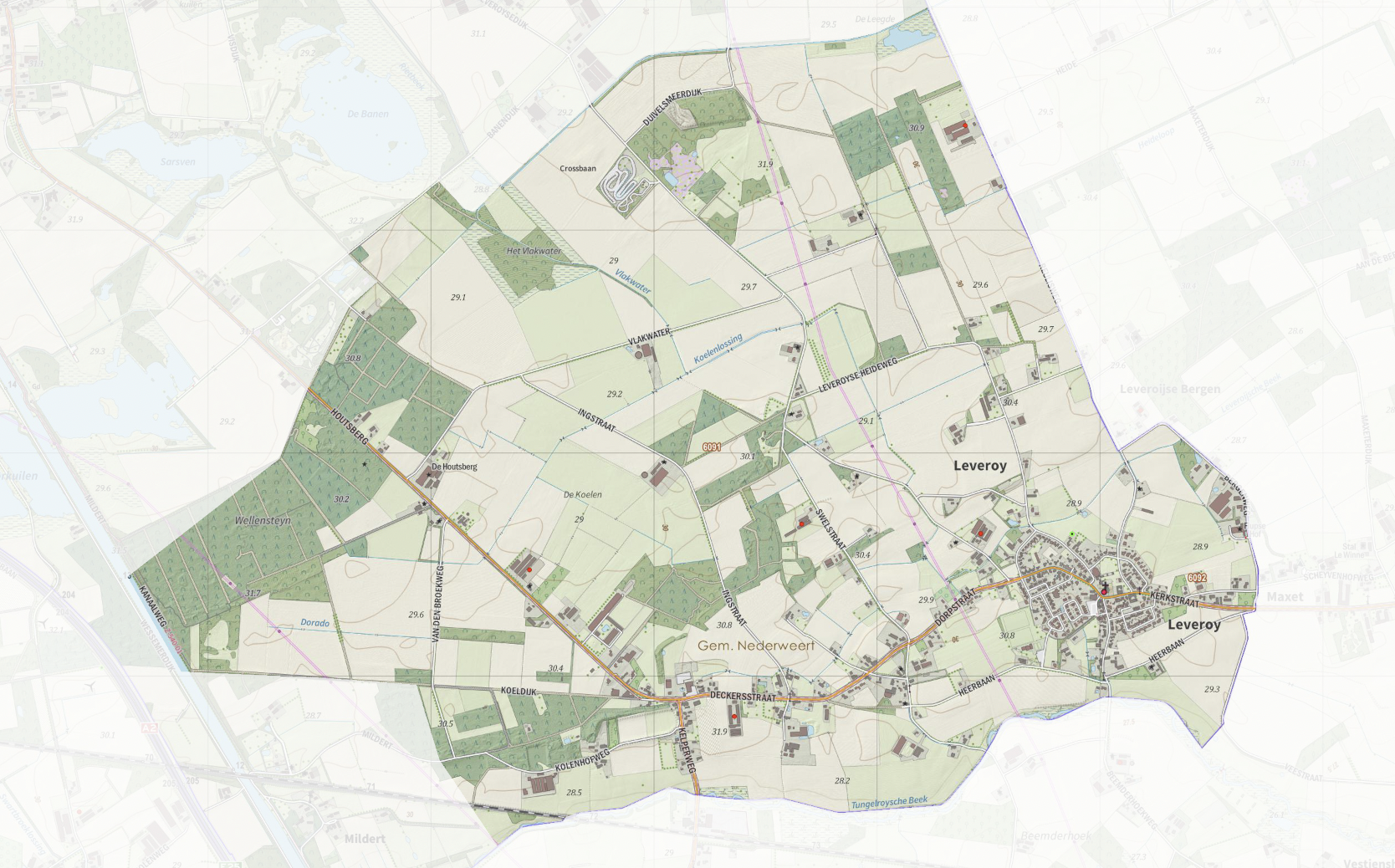
Kaart van Leveroy (2022)

Leveroy (Limburgs: Leivere) is een kerkdorp in de gemeente Nederweert (Limburg, Nederland). Het had per 1 januari 2022 1.113 inwoners.

## Geschiedenis
Het dorp is ontstaan in de late Middeleeuwen, op de grens van het Land van Weert en het graafschap Horn. Vermoedelijk in de 15e eeuw werd daar een kapel gebouwd, gewijd aan de Heilige Barbara. In 1617 werd deze kapel verheven tot parochiekerk. Als eerste pastoor werd aangesteld Godefridus Guyten.
De huidige Sint-Barbarakerk werd gebouwd in de jaren na de Tweede Wereldoorlog en is een ontwerp van architect Jos Wielders die ook de in 1944 verwoeste voorganger uit 1923 had ontworpen.
Omstreeks de 17e eeuw lag er ten noorden van het dorp die Leveroyschans en verder naar het noordoosten de Maxetschans.

## Bezienswaardigheden
- De Sint-Barbarakerk, uit 1949. Naast de kerk staat een Heilig Hartbeeld uit 1925.
- De Mariakapel aan de Liesjeshoek is niskapel uit 1987. Mogelijk stond hier omstreeks 1750 al een kapel.
- De Mariakapel aan de Deckersstraat stamt uit 1919.
- De Sint-Servaaskapel aan Vlas stamt van rond 1880.
- Enkele historische boerderijen:
  - Schreurshof, Kerkstraat 9, met een woongedeelte uit 1768.
  - Thomassenhof (Limburgs:Thoëmassehoof), Kerkstraat 14, uit 1804

## Geografie
Leveroy ligt ongeveer negen kilometer ten zuidoosten van Nederweert, in de Peel. In de omgeving zijn nog een aantal restanten van dit hoogveengebied te vinden, waaronder de natuurgebieden de Houtsberg, Leveroyse Bergen, de Mildert en Wellensteijn. Langs Leveroy loopt de Leveroyse Beek. De zuidgrens van Leveroy wordt door de Tungelroyse Beek gevormd.
Leveroy ligt op zandgrond op een hoogte van ongeveer 30 meter.

## Voorzieningen
Het dorp heeft behalve de kerk, een basisschool en een aantal verenigingen verder weinig voorzieningen en de bewoners zijn daarom vaak aangewezen op de nabijgelegen kern Heythuysen, dat twee kilometer oostelijker is gelegen, in de gemeente Leudal.

### Verenigingen
Leveroy kent een rijk verenigingsleven. De talloze verenigingen, variërend van, onder andere een beugelclub tot een tennisvereniging en Jong Nederland, zijn erg populair onder de bevolking.
De veruit oudste vereniging van het dorp is de Schutterij St. Barbara. In 1884 werd zij heropgericht als vereniging ter ontspanning, maar haar oorsprong ligt in de vroege 17e eeuw. Volgens overlevering werd zij rond 1627 opgericht door Alexandre de Ligne Arenberg, Prins van Chimay en heer van Weert en Nederweert, toen ter verdediging van dorp en (pas opgerichte) parochie.

## Geboren
- Chrétien Breukers (1965), schrijver[bron?]

## Nabijgelegen kernen
Heythuysen, Baexem, Kelpen-Oler, Nederweert-Eind, Roggel
| Nederweert-Eind |  |             |  | Heythuysen |
|                 |  |             |  |            |
| Nederweert      |  |             |  |            |
|                 |  |             |  |            |
|                 |  | Kelpen-Oler |  | Baexem     |